# Ferdinand Antonolini
Antonolini, Ferdinando (Venècia, segona meitat del segle XVIII - Sant Petersburg (Russia), 1824), fou director, professor, des de 1796 director al Teatre Imperial de Sant Petersburg, on es jubilà el 1822.
Va treballar a Rússia. A partir de 1796 - compositor de la cort, a partir de 1797 - director de la companyia italiana, professor de cant a l'Escola de Teatre de Sant Petersburg. El 1797 Ferdinand Antonolini ja va aparèixer com a director en els espectacles italians de Sant Petersburg, on més tard va desenvolupar una intensa i exitosa activitat com a compositor, juntament amb la de mestre de capella de la cort -juntament amb el seu conciutadà Catterino Cavos- i com a professor de cant, al teatre Scuola (entre els seus alumnes cal recordar la famosa cantant Joséphine Fodor i el baríton N. V. Lovrof).

## Obra
- "Saper bramate tutto il mio core", Cançoneta, composta expressament per a la reconeguda dama Teresa Macciorletti. c1794[1]
- "Il giudizio universale". Oratori[1]
- "Camilla, or the Underground" (1814) i "Mart and Venus" (1815), ballets, ambdós posats en escena a Sant Petersburg pel coreògraf I. I. Valberkh.[2]
- Karachun ili Starinnyye dikovinki. Òpera. St Petersburg 5 de maig de 1805.[2]
- Jeltoi Carlo. Òpera. St Petersburg febrer de 1815.[2]
- En col·laboració amb el coreògraf C. Didelot, va crear els ballets: "La jove lletera, o Nisetta i Luca" (1817), "Teseu i Arianna, o la derrota del minotaure" (1817), "El califa de Bagdad, o l'Aventura en la joventut de Harun al-Rashid" (1818), "Semela, o la venjança de Juno" (juntament amb K. Kavos, 1818), "Victòria marina o l'alliberament dels captius" (1819), "Henzi i Tao, o la bella i la bèstia" (1819), "Cora i Alonzo, o la Mare de Déu del Sol" (1820), "Alceste, o la baixada d’Hèrcules als inferns" (1821).[2] Jar plitza. Òpera. St Petersburg, novembre de 1822, música amb Catterino Cavos.[1]

Ferdinando Antonolini va morir encara jove a principis del 1824 a Sant Petersburg. El 29 d'abril del mateix any, es va oferir un concert en benefici de la seva vídua i els seus fills.